# Exaptação
Exaptação, e o termo relacionado cooptação, descrevem uma mudança na função de uma característica durante a evolução. Por exemplo, uma característica pode evoluir porque serviu uma função específica, mas posteriormente pode vir a servir outra. Exaptações são comuns tanto na anatomia quanto no comportamento.
As penas de pássaros são um exemplo clássico. Inicialmente podem ter evoluído para a regulação da temperatura, mas posteriormente foram adaptadas para o voo. Quando as penas foram usadas pela primeira vez para auxiliar no voo, esse era um uso exaptativo. Desde então, foram moldadas pela seleção natural para melhorar o voo, pelo que no seu estado atual são mais bem consideradas como adaptações para o voo. O mesmo acontece com muitas estruturas que inicialmente assumiram uma função de exaptação: uma vez moldadas para uma nova função, tornam-se ainda mais adaptadas para essa função.
O interesse na exaptação está relacionado tanto ao processo quanto aos produtos da evolução: o processo que cria características complexas e os produtos (funções, estruturas anatômicas, bioquímicos, etc.) que podem ser desenvolvidos de forma imperfeita. O termo "exaptação" foi proposto por Stephen Jay Gould e Elisabeth Vrba, em substituição a 'pré-adaptação', que consideraram um termo teleologicamente carregado.
Para evitar essas ambiguidades, David Buss e outros sugeriram o termo "adaptação cooptada", que se limita a características que evoluíram após a cooptação.

## História e definições
A ideia de que a função de uma característica pode mudar durante sua história evolutiva originou-se com Charles Darwin. Durante muitos anos o fenômeno foi rotulado de "pré-adaptação", mas como este termo sugere teleologia em biologia, parecendo entrar em conflito com a seleção natural, foi substituído pelo termo exaptação.

A ideia foi explorada por vários estudiosos, quando, em 1982, Stephen Jay Gould e Elisabeth Vrba introduziram o termo "exaptação". No entanto, esta definição tinha duas categorias com implicações diferentes para o papel da adaptação:
"(1) Um caráter, previamente moldado pela seleção natural para uma função específica (uma adaptação), é cooptado para um novo uso—a cooptação. (2) Um caráter cuja origem não pode ser atribuída à ação direta da seleção natural (uma não-aptação) é cooptado para um uso corrente—cooptação."
As definições são omissas quanto a se as exaptações foram moldadas pela seleção natural após a cooptação, embora Gould e Vrba citem exemplos (por exemplo, penas) de características moldadas após a cooptação. Observe que a pressão de seleção sobre uma característica provavelmente mudará se ela for (especialmente, principalmente ou exclusivamente) usada para um novo propósito, iniciando potencialmente uma trajetória evolutiva diferente.
Para evitar essas ambiguidades, David Buss e outros sugeriram o termo "adaptação cooptada", que se limita a características que evoluíram após a cooptação.

## Adaptação versus Exaptação
O termo adaptação tem dois signifcados na biologia evolutiva. O primeiro trata-se do processo no qual a seleção natural modifica o fenótipo e gera características que facilitam a propagação dos genes. O segundo refere-se as características construídas por um processo de modificação fenotípica, para propagação de um gene em particular. Em 1982, Vrba e Gould propuseram que o termo adaptação deveria ser utilizado, como sugerido por Darwin, somente para características, construídas pela seleção natural, que desempenham hoje a mesma função para a qual foram construídas.. Dessa forma, criou-se o termo exaptação para definir as “adaptações” de utilidade atual. Portanto, as características preexistentes que adquirem novas aptidões sem haver mudança, por seleção natural, no fenótipo são chamadas exaptações.. Uma característica inicialmente exaptada pode passar por um processo de modificação estrutural adaptativa subsequente, para melhorar o efeito benéfico gerado pela exaptação principal. Essas modificações estruturais secundárias são adaptações secundárias. Assim, as exaptações primárias e as adaptações secundárias podem ser diferentes.

### Gênese da Exaptação

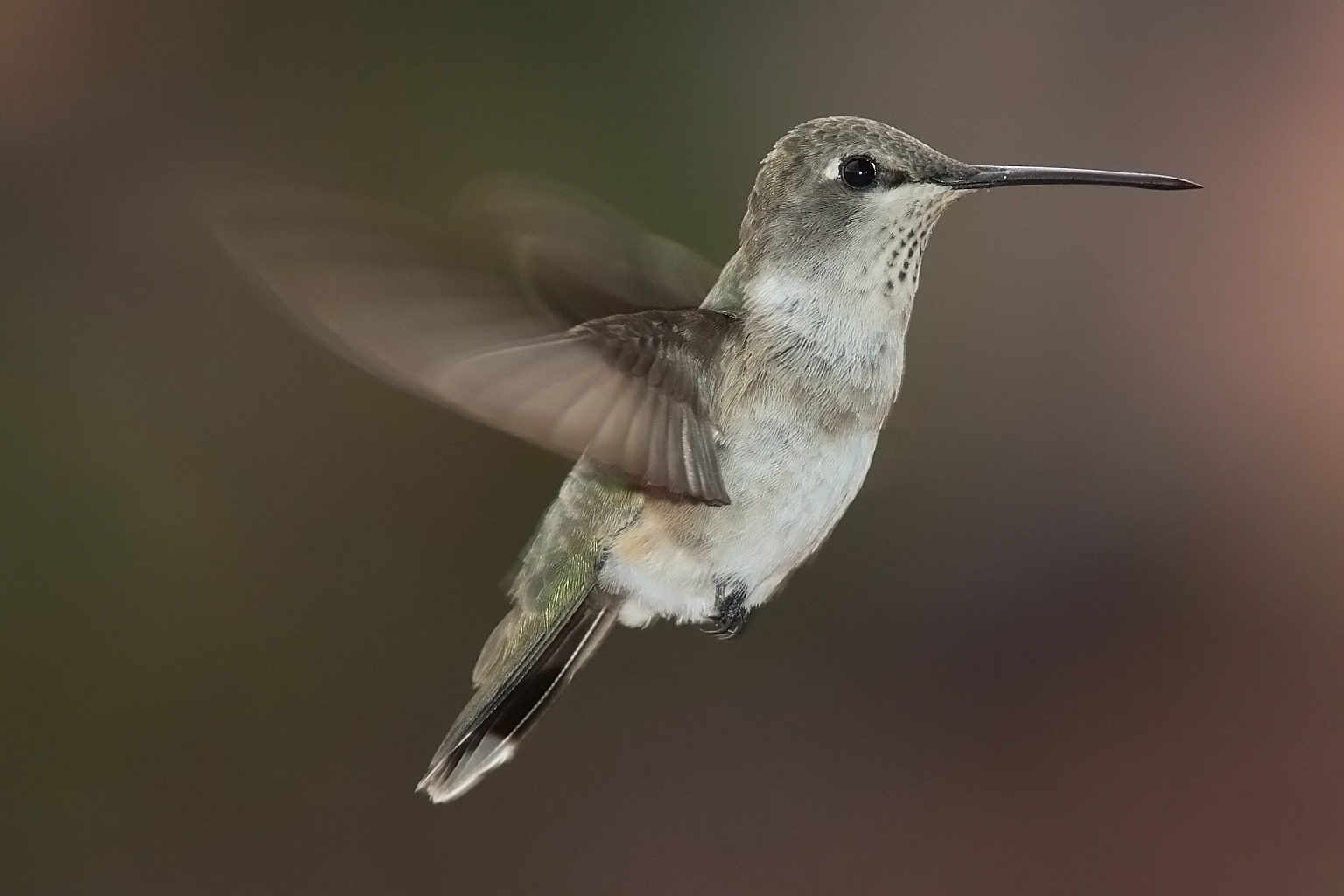
Archilochus

Uma característica pode torna-se uma exaptação em duas formas distintas. Na primeira situação, a característica inicial evolui como uma adaptação para um determinado efeito, e, em seguida, torna-se exaptada para outro efeito. Por exemplo, as penas evoluíram inicialmente, nos dinossauros, pelas suas propriedades de isolamento térmico. Mais tarde adquiriram propriedades ornamentais, com uma vasta variação de pigmentação, e no Cretácio Superior apresentavam características para mergulho subaquático e para o voo.. No entanto, algumas penas dos pássaros, como as penas das asas e da cauda, foram modificadas especificamente para o voo, e assim representam uma adaptação secundária para o voo. Outros pássaros não apresentam modificações específicas para o voo. As penas que cobrem toda a superfície corpórea, exceto as asas e a cauda, são chamadas penas de contorno. Próximo da pele, essas penas apresentam uma plumagem macia e farpas que facilitam a retenção do ar aquecido pelo corpo, mantendo-o próximo da pele. Na extremidade distal das penas, as farpas formam uma superfície plana e coesa que contribui tanto para o isolamento térmico como para a facilitação do voo. A ausência de penas de contorno implica modificações por seleção especificamente para facilitar o voo.
Assim, podem ser exaptações específicas para o voo, ou podem ser adaptações para o isolamento térmico. Outro cenário que requer a ocorrência de uma exaptação como um subproduto da seleção para uma outra característica. Os mecanismos utilizados são a Pleiotropia e o desequilíbrio de ligação. O subproduto evoluiu não por ser seletivamente vantajoso, mas por estar indissociavelmente ligado a outra característica reprodutivamente vantajosa. Essas características vantajosas podem torna-se exaptadas para novos usos benéficos. Algumas espécies de caramujos, por exemplo, possuem um espaço na sua concha utilizado para deposição de ovos. Mesmo os caramujos que não utilizam o espaço, possuem o espaço. Provavelmente o espaço é um produto da seleção, que ocorreu no desenvolvimento dos caramujos. Sendo assim, os caramujos que utilizam o espaço para deposição de ovos, evoluíram depois da não utilização desse espaço pelos caramujos. Assim, esse espaço é uma exaptação para chocar ovos, que inicialmente era qualificado como um tímpano.
As exaptações não são processos de simples coincidência, podem ser geradas por processos sistemáticos. Uma forma dos animais moverem-se, com eficiência, em novos nichos é através da exaptação de estruturas já existentes, “colocar os recursos antigos para novos usos”. Neste ponto de vista, as aves foram capazes de se mover em um novo mundo (o aéreo), por que possuíam estruturas que poderiam ser exaptadas para voar, e mais tardiamente adaptadas.

## Exaptação e Genômica
A variabilidade genética é gerada em parte por sequências genéticas móveis. Essas sequências móveis são chamadas de elementos de transposição (ET). Os ET são amplamente distribuídos e têm sido encontradas em genomas eucarióticos importantes. Dessa forma, os ET têm grande importância sobre a evolução de seus genomas hospedeiros, como também a estrutura e função dos mesmos. Os ET podem gerar inserções deletérias no genoma hospedeiro. Assim sendo, os genomas hospedeiros evoluíram vários mecanismos de proteção contra os efeitos deletérios dos ET.
A hipótese da defesa genômica, ou seja, a evolução de sistemas regulatórios epigenéticos como um mecanismo para reprimir os ET,  prediz que: primeiro, os ET mais ativos, são os maiores responsáveis pelas mudanças epigenéticas; segundo, os ET suportam, principalmente, modificações repressivas ao invés de modificações ativas associadas a expressão gênica.. A “hipótese exaptação” é uma alternativa à hipótese de defesa genômica. É sabido que, no caso dos ET, elementos anteriormente egoístas ou sequências parasitárias foram exaptados para fornecer uma sequência reguladora ou codificadora, que servem para aumentar a aptidão do hospedeiro. Por exemplo, ET podem regular genes hospedeiros, servindo como alvo de modificações epigenéticas. As sequências de ET que foram exaptados são altamente conservadas devido à ação da seleção natural após adquirirem uma função no genoma hospedeiro. Em consequência, os ET exaptados tendem a ser mais antigos que os ET de todo o genoma.
De acordo com o modelo de exaptação dos ET, acredita-se que: primeiro, ET mais antigos e mais conservados suportam melhor marcas epigenéticas; segundo, modificações ativas e repressivas de histonas serão orientadas para os ET.
O elemento móvel mais abundante no genoma humano é o elemento Alu. Considerado como “DNA lixo”, os elementos Alu demonstraram, em estudos recentes, exercer uma participação em uma série de funções celulares.. Já é clara a participação desses elementos na estabilidade do RNA mensageiro (mRNA), por possuírem fatores de transcrição com sítios de ligação que regulam a expressão gênica. Como exercem funções para as quais não foram inicialmente designados, os elementos Alu juntamente com muitos outros elementos móveis do genoma humano foram exaptados. Dessa forma, sugeriu-se que os elementos móveis são uma fonte de diversidade funcional e executam um importante papel na evolução.
A função de sítio de poliadenilação (PAS) do elemento Alu também pode ser caracterizada como uma exaptação.
Um estudo realizado por Gombart ET al fornece evidências de que a exaptação de um elemento Alu (AluSx SINE) fornece uma nova resposta imune, biologicamente importante, através da via da vitamina D. Essa via é evolutivamente conservada em humanos e nos demais primatas, porém é ausente em outros mamíferos..
Alterações na regulação da expressão gênica por estes elementos, podem desempenhar um importante papel na evolução das respostas humanas e primatas para doenças infecciosas específicas.
O Projeto Genoma Humano revelou que 44% do genoma humano é composto por elementos móveis transponíveis, significando grandes possibilidades de gerar exaptações e promover evolução.